# Congiura dei magnati

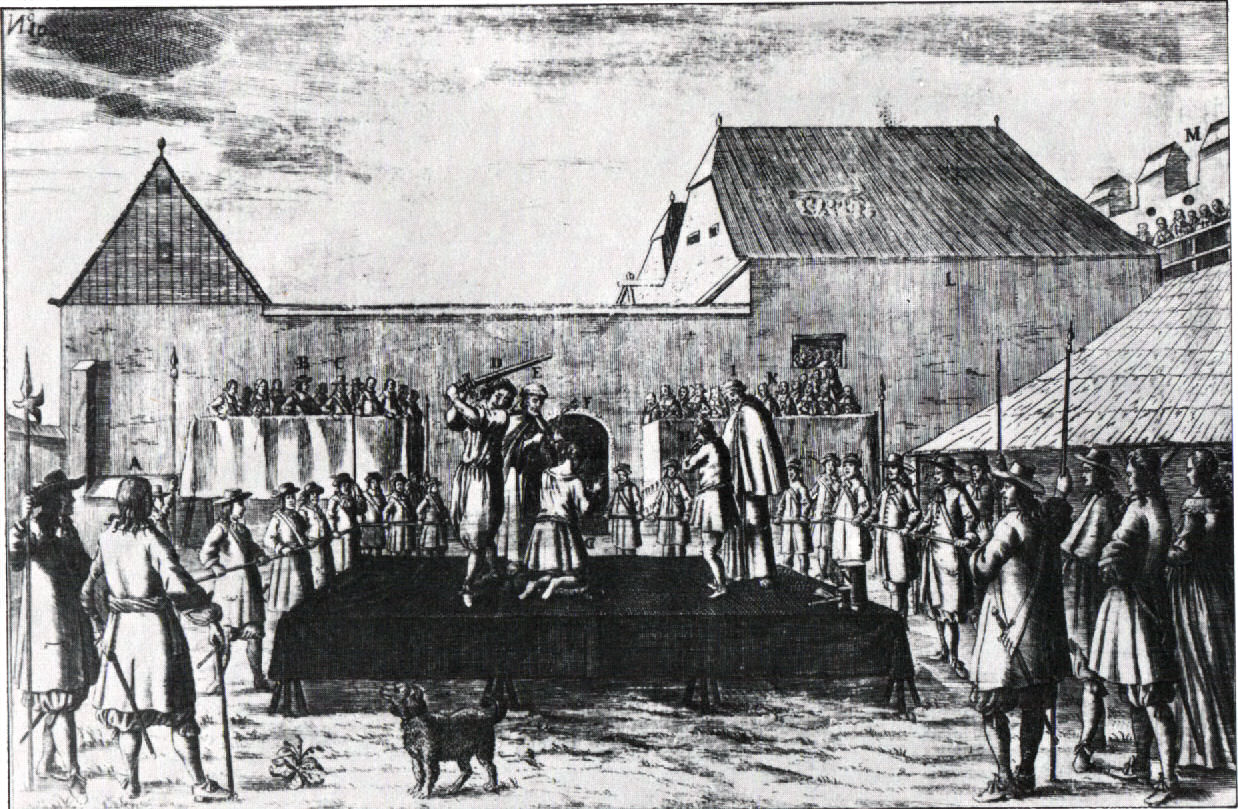
Esecuzione di Zrinski e di Frankopan in Vienna il 30 aprile 1671.

La Congiura dei magnati è una congiura organizzata dagli ungheresi contro gli Asburgo, che avevano assunto il titolo di re d'Ungheria. Fu detta dagli ungheresi  congiura Wesselényi dal nome del principale personaggio coinvolto oltre che dei Conti Frangipani e Zriny, mentre i croati la chiamano con l'espressione Zrinsko-frankopanska urota dal nome di due personaggi croati. I tedeschi usano il termine Magnatenverschwörung, che corrisponde, appunto, a congiura dei magnati.

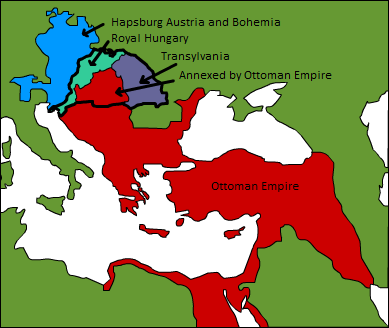
Territorio ungherese dopo la battaglia di Mohács, nel 1526. I confini del regno d'Ungheria in nero, Le altre aree degli Asburgo in blu e in verde, la Transilvania in violetto, L'impero Ottomano in rosso.

I nobili ungheresi avevano contribuito alla guerra contro la Turchia che portò l'esercito austriaco comandato da Raimondo Montecuccoli alla vittoria nella Battaglia di San Gottardo (1664).
Rimasero, però  delusi dalle condizioni della Pace di Eisenburg in cui l'Austria, nonostante le vittorie, si era mostrata arrendevole e aveva ceduto ai Turchi due piazzeforti.
Si formò una lega dei nobili ungheresi che si oppose alla potenza austriaca degli Asburgo.  Secondo la loro posizione, era la loro volontà che aveva determinato la nomina di Leopoldo I a re di Ungheria e non il diritto dinastico. L'imperatore, a loro dire, cedendo le fortezze ai Turchi, per di più accompagnate da un donativo di 200 000 fiorini aveva rotto il patto con la nazione.
Questa attività fu scoperta tramite carte compromettenti, ma il conte Nikola Zrinski, principale ideatore del complotto era già morto per un incidente di caccia mentre gli altri principali cospiratori (Ferenc Nádasdy, il bano croato Petar Zrinski e Francesco Cristoforo Frangipani (Fran Krsto Frankopan) furono condannati a morte.

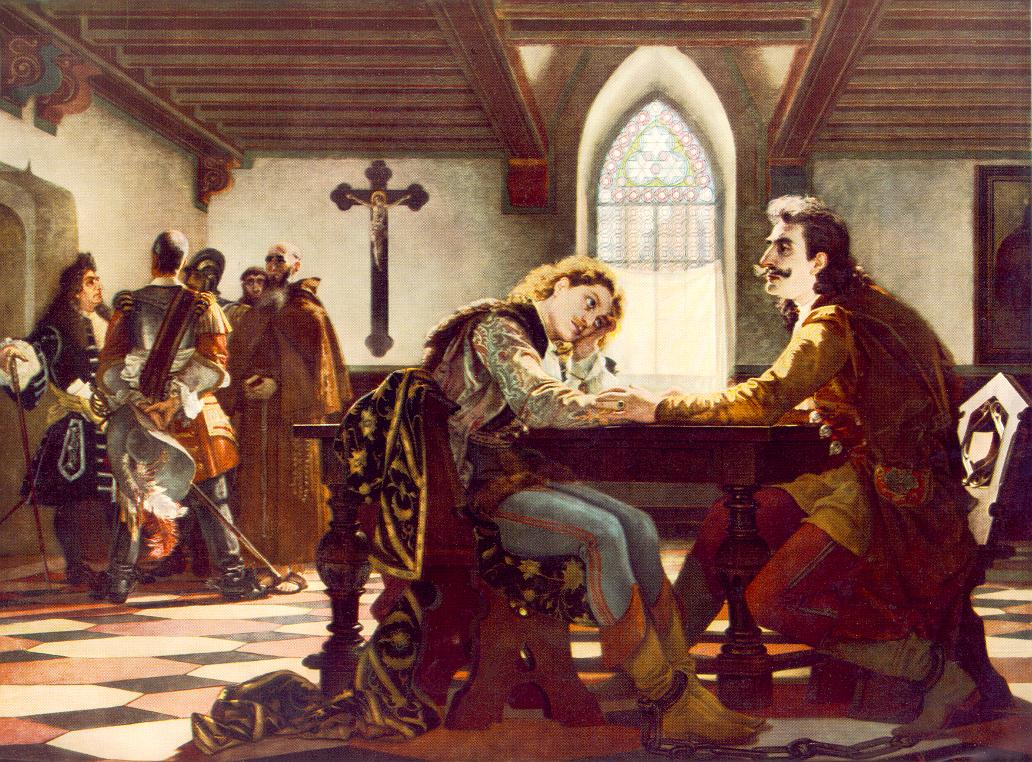
Fran Krsto Frankopan con Petar Zrinski.